# Alice Westlake
Alice Westlake (1842 – 1923) fou una pintora, gravadora i suffragette anglesa.

## Trajectòria
Filla de Thomas Hare. El 1864, es casa amb un erudit en lleis, John Westlake. La parella va viure a Londres i West Cornwall. El 1876, l'elegiren membre de la Junta Escolar de Londres per a la divisió de Marylebone; ocupà el càrrec fins al 1888. També col·laborà amb el Comité Electoral de la Junta Escolar de Londres i, per tant, ajudà altres candidates a guanyar escons en la Junta Escolar de Londres.
Alice Westlake exposà en la Royal Academy of Arts entre 1875 i 1877; i en el Saló de París. La col·lecció de la National Portrait Gallery de Londres conté obra seua.
També participà en el moviment sufragista. Ella i sa germana Katherine signaren la petició de sufragi del 1866 de John Stuart Mill. Alice Westlake era membre del grup Langham Place. S'implicà molt en l'hospital per a dones d'Elizabeth Garrett Anderson i col·laborà amb el comité central de la Societat Nacional per al Sufragi de les Dones.
El seu retrat, pintat per Lowes Cato Dickinson, és a l'University College Hospital de Londres.